# Liste der Bodendenkmäler in Teublitz
Auf dieser Seite sind die Bodendenkmäler in der Oberpfälzer Stadt Teublitz zusammengestellt. Diese Tabelle ist eine Teilliste der Liste der Bodendenkmäler in Bayern. Grundlage ist die Bayerische Denkmalliste, die auf Basis des Bayerischen Denkmalschutzgesetzes vom 1. Oktober 1973 erstmals erstellt wurde und seither durch das Bayerische Landesamt für Denkmalpflege geführt wird. Die folgenden Angaben ersetzen nicht die rechtsverbindliche Auskunft der Denkmalschutzbehörde.

## Bodendenkmäler der Stadt Teublitz

### Gemarkung Bubach a.d.Naab
| Lage                       | Objekt | Akten-Nr.     | Bild |
| -------------------------- | --- | ------------- | ---- |
| Bubach a.d.Naab (Standort) | Spätpaläolithische und mesolithische Freilandstation, Siedlungen der Jungsteinzeit, der frühen Bronzezeit, der mittleren Bronzezeit, der Urnenfelderzeit, der Späthallstatt-/Frühlatènezeit und des Frühmittelalters. | D-3-6738-0070 |      |

### Gemarkung Katzdorf
| Lage                | Objekt                                                                                                  | Akten-Nr.     | Bild |
| ------------------- | --- | ------------- | ---- |
| Katzdorf (Standort) | Mesolithische Freilandstation, Siedlung der Spätlatènezeit.                                             | D-3-6738-0045 |      |
| Katzdorf (Standort) | Spätpaläolithische und mesolithische Freilandstation, Siedlung der Bronzezeit.                          | D-3-6738-0065 |      |
| Katzdorf (Standort) | Mesolithische Freilandstation, Siedlungen der Urnenfelderzeit und der Frühlatènezeit.                   | D-3-6738-0093 |      |
| Katzdorf (Standort) | Vorgeschichtliche Siedlung.                                                                             | D-3-6738-0094 |      |
| Katzdorf (Standort) | Mesolithische Freilandstation, Siedlungen der vorgeschichtlichen Metallzeiten und des Frühmittelalters. | D-3-6738-0095 |      |
| Katzdorf (Standort) | Mesolithische Freilandstation, Siedlung der Bronzezeit.                                                 | D-3-6738-0096 |      |
| Katzdorf (Standort) | Mesolithische Freilandstation.                                                                          | D-3-6738-0097 |      |
| Katzdorf (Standort) | Vorgeschichtliche Siedlung.                                                                             | D-3-6738-0124 |      |
| Katzdorf (Standort) | Vorgeschichtlicher Bestattungsplatz mit Grabhügel.                                                      | D-3-6738-0166 |      |

### Gemarkung Münchshofen
| Lage                   | Objekt | Akten-Nr.     | Bild |
| ---------------------- | --- | ------------- | ---- |
| Münchshofen (Standort) | Spätpaläolithische und mesolithische Freilandstation, vorgeschichtliche Siedlung. | D-3-6738-0072 |      |
| Münchshofen (Standort) | Mesolithische Freilandstation, vorgeschichtliche Siedlung. | D-3-6738-0089 |      |
| Münchshofen (Standort) | Siedlungen der Bronzezeit und des Frühmittelalters. | D-3-6738-0108 |      |
| Münchshofen (Standort) | Spätpaläolithische und mesolithische Freilandstation, vorgeschichtliche Siedlung. | D-3-6738-0126 |      |
| Münchshofen (Standort) | Archäologische Befunde und Funde im Bereich des Schlosses sowie der Katholischen Filialkirche und ehemalige Schlosskapelle Hl. Kreuz und Hl. Margareta in Münchshofen, darunter die Spuren von Vorgängerbauten bzw. älterer Bauphasen. | D-3-6738-0168 |      |

### Gemarkung Pottenstetten
| Lage                     | Objekt                                                           | Akten-Nr.     | Bild |
| ------------------------ | ---------------------------------------------------------------- | ------------- | ---- |
| Pottenstetten (Standort) | Bestattungsplatz der Mittelbronzezeit mit verebneten Grabhügeln. | D-3-6738-0015 |      |

### Gemarkung Premberg
| Lage                | Objekt | Akten-Nr.     | Bild |
| ------------------- | --- | ------------- | ---- |
| Premberg (Standort) | Vorgeschichtlicher Bestattungsplatz mit teils verebneten Grabhügeln, Siedlung vor- und frühgeschichtlicher Zeitstellung.                                                                       | D-3-6738-0029 |      |
| Premberg (Standort) | Vorgeschichtliche Siedlung. | D-3-6738-0169 |      |
| Premberg (Standort) | Archäologische Befunde des Mittelalters und der frühen Neuzeit im Bereich der Katholischen Pfarrkirche St. Martin in Premberg, darunter die Spuren von Vorgängerbauten bzw. älterer Bauphasen. | D-3-6738-0172 |      |

### Gemarkung Saltendorf a.d.Naab
| Lage                           | Objekt | Akten-Nr.     | Bild |
| ------------------------------ | --- | ------------- | ---- |
| Saltendorf a.d.Naab (Standort) | Bestattungsplatz des Frühmittelalters. | D-3-6738-0028 |      |
| Saltendorf a.d.Naab (Standort) | Spätpaläolithische und mesolithische Freilandstation, Siedlungen der Spätbronze- und Urnenfelderzeit, Siedlung der Späthallstatt- und Frühlatènezeit mit zwei rechteckigen Grabenwerken (sog. Herrenhöfe), Siedlung der karolingisch-ottonischen Zeit. | D-3-6738-0048 |      |
| Saltendorf a.d.Naab (Standort) | Steinzeitliches Silexabbaurevier mit Schlagplatz. Siehe auch: Schlagplatz | D-3-6738-0049 |      |
| Saltendorf a.d.Naab (Standort) | Frühneuzeitliches Feuersteinbergwerk. | D-3-6738-0050 |      |
| Saltendorf a.d.Naab (Standort) | Vorgeschichtliche Siedlung. | D-3-6738-0075 |      |
| Saltendorf a.d.Naab (Standort) | Vorgeschichtliche Siedlung. | D-3-6738-0076 |      |
| Saltendorf a.d.Naab (Standort) | Mesolithische Freilandstation, Siedlungen der Bronzezeit und der Latènezeit. | D-3-6738-0099 |      |
| Saltendorf a.d.Naab (Standort) | Mesolithische Freilandstation, Siedlungen der Früh- und Mittelbronzezeit und der Spätbronze- und Urnenfelderzeit, Siedlung oder Gräber der Völkerwanderungszeit.                                                                                       | D-3-6738-0125 |      |
| Saltendorf a.d.Naab (Standort) | Archäologische Befunde des Mittelalters und der frühen Neuzeit im Bereich der Katholischen Nebenkirche Mariä Heimsuchung in Saltendorf a.d. Naab, darunter die Spuren von Vorgängerbauten bzw. älterer Bauphasen.                                      | D-3-6738-0174 |      |

### Gemarkung Teublitz
| Lage                | Objekt | Akten-Nr.     | Bild           |
| ------------------- | --- | ------------- | -------------- |
| Teublitz (Standort) | Frühneuzeitliche Schanze, sog. Tillyschanze. | D-3-6738-0031 |                |
| Teublitz (Standort) | Mesolithische Freilandstation. | D-3-6738-0073 |                |
| Teublitz (Standort) | Vorgeschichtliche Siedlung. | D-3-6738-0100 |                |
| Teublitz (Standort) | Archäologische Befunde des Mittelalters und der Neuzeit im Bereich der Katholischen Pfarrkirche Herz Jesu in Teublitz, darunter die Spuren von Vorgängerbauten bzw. älterer Bauphasen.                                                                                                  | D-3-6738-0157 | weitere Bilder |
| Teublitz (Standort) | Archäologische Befunde des Mittelalters und der frühen Neuzeit im Bereich des sog. Neuen Schlosses in Teublitz und der zugehörigen historischen Parkanlage, darunter die Spuren von Vorgängerbauten der Schlossanlage sowie untertägige Strukturen der neuzeitlichen Gartenarchitektur. | D-3-6738-0158 | weitere Bilder |
| Teublitz (Standort) | Archäologische Befunde im Bereich der mittelalterlichen Burgruine bzw. des sog. Alten Schlosses in Teublitz. | D-3-6738-0159 | weitere Bilder |
| Teublitz (Standort) | Frühneuzeitliche Wüstung Weiherhäuser. | D-3-6738-0176 |                |